# Diizopropil-amin
A diizopropil-amin színtelen folyadék (fp. 84 °C). Bázikus tulajdonságát használják különböző kémiai reakciókban. Lítiumsója gyakrabban alkalmazott erős, nem-nukleofil bázis.

## Fordítás
- Ez a szócikk részben vagy egészben  a   Diisopropylamine című angol Wikipédia-szócikk fordításán alapul.  Az eredeti cikk szerkesztőit annak laptörténete sorolja fel. Ez a jelzés csupán a megfogalmazás eredetét és a szerzői jogokat jelzi, nem szolgál a cikkben szereplő információk forrásmegjelöléseként.
- Ez a szócikk részben vagy egészben  a   Lithium_diisopropylamide című angol Wikipédia-szócikk fordításán alapul.  Az eredeti cikk szerkesztőit annak laptörténete sorolja fel. Ez a jelzés csupán a megfogalmazás eredetét és a szerzői jogokat jelzi, nem szolgál a cikkben szereplő információk forrásmegjelöléseként.